# Greenport (hrabstwo Suffolk)
Greenport – wieś w Stanach Zjednoczonych, w stanie Nowy Jork, w hrabstwie Suffolk.